# Étienne Lacroix (groupe)
Pour les articles homonymes, voir Lacroix.
 (août 2018).
Si vous disposez d'ouvrages ou d'articles de référence ou si vous connaissez des sites web de qualité traitant du thème abordé ici, merci de compléter l'article en donnant les références utiles à sa vérifiabilité et en les liant à la section « Notes et références ».
Le groupe Étienne Lacroix est une entreprise de pyrotechnie à usage civil (feu d'artifice) et militaire. Fondée à Toulouse en 1848, la société a son siège à Muret, en Haute-Garonne.

## Histoire
Étienne Lacroix épouse en 1848 Guillaumette Clerc à Toulouse et fonde dans cette ville la société Lacroix. L'entreprise fabrique des feux d'artifice (57 chemin du Sang-de-Serp) avec une trentaine d'employés.
- 1960 : acquisition des Moulages Plastiques du Midi (MPM), spécialisés dans l'injection de pièces thermoplastiques ;
- 1997 : acquisition de la société Ruggieri ;
- 1999 : reprise de l'activité contre-mesure (CM) de la Société nationale des poudres et des explosifs ;
- 2006 : acquisition de la société Alsetex, spécialisée dans les produits de maintien de l'ordre, des produits spécifiques pour le secteur pétrolier, chimique et industriel ;
- 2010 : création de l'activité Étienne Lacroix Logistics, pour la logistique de matières dangereuses ;
- 2014 : prise de contrôle de la société Cirra et acquisition de la société Pirotecnia Zaragozana.

## Informations économiques
En 2021, la société indique un effectif de 418 personnes et un chiffre d'affaires de 72 M€.
Le groupe est constitué de 5 filiales : Etienne Lacroix tous artifices ; Pirotecnia Zaragozana ; Alsetex ; Moulages plastiques du Midi (MPM) ; Étienne Lacroix Logistics.